# Trikentrion flabelliforme
Trikentrion flabelliforme är en svampdjursart som beskrevs av Carter 1882. Trikentrion flabelliforme ingår i släktet Trikentrion och familjen Raspailiidae.
Artens utbredningsområde är havet kring Australien. Inga underarter finns listade i Catalogue of Life.